# Кобрин, Владимир Борисович
Влади́мир Бори́сович Ко́брин (5 июля 1930, Москва — 30 декабря 1990, Москва) — советский историк, специалист по истории России XV—XVI веков. Доктор исторических наук, профессор.

## Биография
Окончил с отличием исторический факультет МГУ в 1951 году. В университете занимался историей Древней Руси, однако дипломную работу защитил по истории современной Италии.
Работал по распределению в городе Сталино (ныне — Донецк), затем в Москве, в библиотеке и лекторской группе. В 1955 году поступил в аспирантуру, занимался проблемами социально-политической истории XVI века, в 1958—1960 годах опубликовал серию статей на эту тему.
Умер 30 декабря 1990 года в Москве, похоронен в колумбарии Нового Донского кладбища (колумбарий 17, секция 17).

## Научная деятельность

### Кандидатская диссертация
С 1957 года по рекомендации А. А. Зимина работал в отделе рукописей Государственной библиотеки им. Ленина. Опубликовал более двух десятков работ в «Записках» отдела (обзоры, описания, исследования об отдельных поступлениях). С этого времени занимался вспомогательными историческими дисциплинами: генеалогией, антропонимикой, исторической ономастикой, топонимикой, фалеристикой. Позднее опубликовал (в соавторстве) учебное пособие по вспомогательным историческим дисциплинам и научно-популярную книгу «Ключи к тайнам Клио».
В 1961 году защитил диссертацию на соискание учёной степени кандидата исторических наук по теме «Социальный состав Опричного двора». Впервые в науке было фронтально изучено феодальное землевладение опричников. Составленный им список 277 «несомненных опричников» основывался на опубликованных источниках и многочисленных архивных материалах.
Начиная с 1970-х годов активно разрабатывал тему светского землевладения в XV—XVI веках. В начале 1980-х годов появился ряд статей по этим вопросам. Кроме того, после смерти А. А. Зимина Кобрин активно участвовал в подготовке его трудов к печати.

### Докторская диссертация
В 1983 году защитил докторскую диссертацию «Землевладение светских феодалов и социально-политический строй России XV—XVI вв.».
В центре исследования находились взаимоотношения «землевладения и централизации, экономики и политики, власти и собственности». Изучение становления вотчинной и поместной систем в Северо-Восточной Руси привели автора к выводу о преимущественной роли княжеского пожалования в возникновении вотчины и тесной связи вотчинников с княжеской властью.
Принципиально новое положение о близости социального состава помещиков и вотчинников дало автору возможность отчётливо сформулировать тезис о неправомерности противопоставления вотчины и поместья, политических позиций «дворян» и «бояр», показать уязвимость традиционной концепции борьбы боярства с дворянством в изучаемый период. Выводы и наблюдения, сделанные в диссертации, составили содержание книги «Власть и собственность в средневековой России».
Анализ обширного актового материала по истории феодального землевладения позволил Кобрину обосновать точку зрения, с которой он рассматривал политическую историю не только как противостояние прогрессивного самодержавия и борющегося с ним боярства: «Реальная жизнь слишком сложна и противоречива, чтобы во всех своих проявлениях подчиняться логической схеме».
В своих трудах определил Смутное время как «сложнейшее переплетение разнообразных противоречий — сословных и национальных, внутриклассовых и межклассовых». Он одним из первых в СССР (наряду с А. Л. Станиславским) заговорил о Смуте не только как о крестьянской, но и как о гражданской войне: «Вправе ли мы бушевавшую в России начала XVII века гражданскую войну свести к крестьянской?».

## Преподавательская работа
С 1971 года преподавал в МГПИ им. В. И. Ленина. По свидетельству его ученицы А. А. Севастьяновой, Кобрин «… умел быть одновременно мягким, интеллигентным наставником и темпераментным лектором, строгим экзаменатором и доброжелательным собеседником. Эрудиция его в вузовской аудитории не демонстрировалась, она была органично присущим оратору свойством».
В 1989 году перешёл в МГИАИ, где был профессором на кафедре источниковедения и вспомогательных исторических дисциплин.

## Публицистика
В 1989 году учёный опубликовал научно-популярную книгу об Иване Грозном. В ней он доказывал, что царь осуществлял террор с целью установления личной диктатуры; опричнина же не только не укрепила Русское государство, а, напротив, привела его к кризису. Исследуя политику «добродетельного героя и мудрого государственного мужа в первую половину царствования», автор приходит к мнению, что без введения опричнины государство «на пути либеральных преобразований» продвинулось бы вперёд в XVI веке и получило ровное, поступательное движение в последующие века. Кобрин считал, что у исследователя нет морального права «амнистировать зверство», то есть прощать гибель тысяч ни в чём не повинных людей из-за «прогрессивных последствий опричнины».
В учебнике под редакцией Н. И. Павленко «История СССР с древнейших времен до 1861 года» (М., 1989) Кобриным были написаны разделы о Русском государстве. В том же году выпустил (в соавторстве) брошюру об известном российском историке, академике С. Б. Веселовском.
В последний период жизни вышел в свет цикл публицистических статей Кобрина: «Вождь и царь», «Жду книги об итогах выборов», «Всё или ничего», «Необходимо помнить: политика — искусство возможного», «Два портрета. Курбский и Раскольников». Посмертно была опубликована научно-публицистическая книга «Кому ты опасен, историк?».

## Семья
- Двоюродная сестра — поэт и правозащитник Наталья Евгеньевна Горбаневская.[2]

## Основные труды
- Кобрин В. Б., Леонтьева Г. А., Шорин П. А. Вспомогательные исторические дисциплины: Учебное пособие. — М.: Просвещение, 1984. — 208 с. — 34 000 экз. (в пер.)
  - Кобрин В. Б., Леонтьева Г. А., Шорин П. А. Ключи к тайнам Клио: палеография, метрология, хронология, геральдика, нумизматика, ономастика, генеалогия. — М.: Просвещение, 1994. — 288 с. — 30 000 экз. — ISBN 5-09-004292-6. (в пер.)
  - Леонтьева Г. А., Шорин П. А., Кобрин В. Б. Вспомогательные исторические дисциплины: Учебник для вузов. — М.: Владос, 2003. — 368 с. — 10 000 экз. — ISBN 5-691-00495-6. (в пер.)
- Кобрин В. Б. Власть и собственность в средневековой России (XV—XVI вв.). — М.: Мысль, 1985. — 280 с. — 12 000 экз. (в пер.)
- Павленко Н. И., Кобрин В. Б., Фёдоров В. А. История СССР с древнейших времен до 1861 года: Учебник для педагогических институтов. — М.: Просвещение, 1989. — 560 с. — 113 000 экз. — ISBN 5-09-000551-6. (в пер.)
- Кобрин В. Б. Иван Грозный / Художник И. Капустянский. — М.: Московский рабочий, 1989. — 176, [16] с. — (История Москвы: портреты и судьбы). — 100 000 экз. — ISBN 5-239-00266-5. (обл.)
  - Усов В. А., Кобрин В. Б. Цари и скитальцы. Иван Грозный. — СПб.: Лениздат, 1992. — 624 с. — (Исторические факты и литературные версии). — 50 000 экз. — ISBN 5-289-01359-8. (в пер.)
- С. Б. Веселовский: жизнь, деятельность, личность. М.: Наука, 1989 (в соавт. с К. А. Аверьяновым)
- Под прессом идеологии Архивная копия от 22 апреля 2013 на Wayback Machine // «Известия АН СССР». — 1990. — № 12. — С. 25—40.
- «Иван Грозный: Избранная рада или опричнина» Архивная копия от 21 октября 2014 на Wayback Machine, «Смутное время — утраченные возможности» Архивная копия от 25 октября 2012 на Wayback Machine // История Отечества: люди, идеи, решения. Очерки истории России IX — начала XX вв. / сост. С. В. Мироненко. — М.: Политиздат, 1991.
- «Становление деспотического самодержавия в средневековой Руси (к постановке проблемы)» Архивная копия от 13 апреля 2013 на Wayback Machine // «История СССР». — 1991. — № 4. — С. 54-64. (в соавт. с А. Л. Юргановым)
- Кобрин В. Б. Кому ты опасен, историк?. — М.: Московский рабочий, 1992. — 225 с. — 4000 экз. — ISBN 5-239-01376-4.
- Кобрин В. Б. Материалы генеалогии княжеско-боярской аристократии XV—XVI вв. / Вступ. ст. Ю. М. Эскина, А. Л. Юрганова. — М.: РГГУ, 1995. — 240 с. — ISBN 5-7281-0037-6. (обл.)
- Кобрин В. Б. Опричнина. Генеалогия. Антропонимика. — М.: РГГУ, 2008. — 376 с. — 2000 экз. — ISBN 978-5-7281-0935-8. (в пер.)